# Stumpffia gimmeli
Stumpffia gimmeli är en groddjursart som beskrevs av Frank Glaw och Miguel Vences 1992. Stumpffia gimmeli ingår i släktet Stumpffia och familjen Microhylidae. IUCN kategoriserar arten globalt som livskraftig. Inga underarter finns listade i Catalogue of Life.